# Ceryx alenina
Ceryx alenina là một loài bướm đêm thuộc phân họ Arctiinae, họ Erebidae.